# Fernando Belaúnde Terry
Fernando Belaúnde Terry (Lima, 7 de outubro de 1912 — Lima, 4 de junho de 2002) foi um político peruano, presidente de seu país por duas vezes, entre julho de 1963 e outubro de 1968, quando foi derrubado por um Golpe Militar liderado pelo general Juan Velasco Alvarado e entre julho de 1980 até julho de 1985.
Fundou o partido Ação Popular nos anos 1950 e em 1956, bem como em 1962, havia se candidatado à presidência, porém sem êxito. Arquiteto de profissão, faleceu aos 89 anos em 2002. Em 1982 tentou mediar um acordo de paz durante a Guerra das Malvinas, porém seus bons ofícios não foram aceitos. Sua segunda presidência foi sacudida pela crise econômica e assistiu ao recrudescimento dos movimentos guerrilheiros de esquerda radical, nomeadamente o Sendero Luminoso e o Movimiento Revolucionario Túpac Amaru. Em 28 de julho de 1985 entregou a presidência do Peru a Alan García.